# Premio The Best FIFA de 2018
Los The Best FIFA Football Awards se celebraron el 24 de septiembre de 2018 en Londres, Reino Unido.
El 24 de julio de 2018, se hicieron públicas las listas de candidatos elaboradas por un jurado de expertos, dando comienzo el periodo de votación, que concluyó el 10 de agosto. El periodo para la evaluación de los jugadores y entrenadores (masculinos y femeninos), comprendió entre el 3 de julio de 2017 y el 15 de julio de 2018. Los votos fueron emitidos por capitanes nacionales, seleccionadores nacionales, periodistas y aficionados (usuarios registrados en «fifa.com»), cada uno de los cuatro, con un 25% del voto global, otorgando 5 puntos al primero, 3 al segundo y uno al tercero.

## Categoría masculina

### Mejor jugador
| Posición | Futbolista        | Club                      | % Capitanes | % Seleccionadores | % Periodistas | % Aficionados | % Total |
| -------- | ----------------- | ------------------------- | ----------- | ----------------- | ------------- | ------------- | ------- |
| 1        | Luka Modrić       | Real Madrid C. F.         | 29.96 %     | 34.97 %           | 35.52 %       | 15.76 %       | 29.05 % |
| 2        | Cristiano Ronaldo | Real Madrid C. F.         | 24.14 %     | 15.36 %           | 19.51 %       | 17.31 %       | 19.08 % |
| 3        | Mohamed Salah     | Liverpool F. C.           | 9.26 %      | 5.36 %            | 6.68 %        | 23.62 %       | 11,23 % |
| Top-10   |                   |                           |             |                   |               |               |         |
| 4        | Kylian Mbappé     | París Saint-Germain F. C. | 11.18 %     | 10.92 %           | 13.43 %       | 6.56 %        | 10.52 % |
| 5        | Lionel Messi      | F. C. Barcelona           | 10.19 %     | 6.73 %            | 5.16 %        | 17.16 %       | 9.81 %  |
| 6        | Antoine Griezmann | Atlético de Madrid        | 3.57 %      | 8.56 %            | 10.19 %       | 4.44 %        | 6.69 %  |
| 7        | Eden Hazard       | Chelsea F. C.             | 5.09 %      | 9.02 %            | 2.58 %        | 5.91 %        | 5.65 %  |
| 8        | Kevin De Bruyne   | Manchester City F. C.     | 3.24 %      | 5.23 %            | 2.18 %        | 3.51 %        | 3.54 %  |
| 9        | Raphaël Varane    | Real Madrid C. F.         | 3.04 %      | 2.75 %            | 3.90 %        | 4.11 %        | 3.45 %  |
| 10       | Harry Kane        | Tottenham Hotspur F. C.   | 0.33 %      | 1.11 %            | 0.86 %        | 1.62 %        | 0.98 %  |

### Mejor entrenador de fútbol masculino
| 1      | Didier Deschamps     | Francia               | 30.52% |
| 2      | Zinedine Zidane      | Real Madrid C. F.     | 25.74% |
| 3      | Zlatko Dalić         | Croacia               | 11.81% |
| Top-11 |                      |                       |        |
| 4      | Pep Guardiola        | Manchester City F. C. | 11.46% |
| 5      | Jürgen Klopp         | Liverpool F. C.       | 7.18%  |
| 6      | Diego Simeone        | Atlético de Madrid    | 3.23%  |
| 7      | Roberto Martínez     | Bélgica               | 2.61%  |
| 8      | Ernesto Valverde     | F. C. Barcelona       | 2.39%  |
| 9      | Stanislav Cherchésov | Rusia                 | 2.14%  |
| 10     | Gareth Southgate     | Inglaterra            | 1.57%  |
| 11     | Massimiliano Allegri | Juventus F. C.        | 1.35%  |

## Categoría femenina

### Mejor jugadora
| 1      | 'Marta'            | Orlando Pride                           | 14.73% |
| 2      | Dzsenifer Marozsán | Olympique Lyonnais                      | 12.86% |
| 3      | Ada Hegerberg      | Olympique Lyonnais                      | 12.60% |
| Top-10 |                    |                                         |        |
| 4      | Megan Rapinoe      | Seattle Reign F. C.                     | 11.64% |
| 5      | Pernille Harder    | VfL Wolfsburgo                          | 10.08% |
| 6      | Lucy Bronze        | Olympique Lyonnais                      | 8.65%  |
| 7      | Amandine Henry     | Olympique Lyonnais                      | 8.11%  |
| 8      | Wendie Renard      | Olympique Lyonnais                      | 7.89%  |
| 9      | Sam Kerr           | - Chicago Red Stars - Perth Glory F. C. | 6.78%  |
| 10     | Saki Kumagai       | Olympique Lyonnais                      | 6.66%  |

### Mejor entrenador de fútbol femenino
| 1      | Reynald Pedros           | 'Olympique Lyonnais'  | 23.15% |
| 2      | Sarina Wiegman           | Países Bajos          | 15.31% |
| 3      | Asako Takakura           | Japón                 | 12.80% |
| Top-10 |                          |                       |        |
| 4      | Emma Hayes               | Chelsea Ladies F. C.  | 10.73% |
| 5      | Stephan Lerch            | VfL Wolfsburgo        | 9.21%  |
| 6      | Martina Voss-Tecklenburg | Suiza                 | 7.42%  |
| 7      | Vadão                    | Brasil                | 6.66%  |
| 8      | Jorge Vilda              | España                | 5.93%  |
| 9      | Mark Parsons             | Portland Thorns F. C. | 5.04%  |
| 10     | Alen Stajcic             | Australia             | 3.75%  |

## FIFA FIFPro World 11
| Nombre            | Club(s)                              |
| Porteros          | Porteros                             |
| ----------------- | ------------------------------------ |
| David de Gea      | Manchester United F. C.              |
| Defensas          |                                      |
| Dani Alves        | París Saint-Germain F. C.            |
| Raphaël Varane    | Real Madrid C. F.                    |
| Sergio Ramos      | Real Madrid C. F.                    |
| Marcelo           | Real Madrid C. F.                    |
| Centrocampistas   |                                      |
| Luka Modrić       | Real Madrid C. F.                    |
| N'Golo Kanté      | Chelsea F. C.                        |
| Eden Hazard       | Chelsea F. C.                        |
| Delanteros        |                                      |
| Lionel Messi      | F. C. Barcelona                      |
| Cristiano Ronaldo | - Real Madrid C. F. - Juventus F. C. |
| Kylian Mbappé     | París Saint-Germain F. C.            |

## Mejor guardameta del año
| Ganador          |
| ---------------- |
| Thibaut Courtois |

| Posición | Futbolista        | Club                    | Porcentaje |
| -------- | ----------------- | ----------------------- | ---------- |
| 1        | Thibaut Courtois  | 'Real Madrid C.F'       | 59.60%     |
| 2        | Hugo Lloris       | Tottenham Hotspur F. C. | 30.30%     |
| 3        | Kasper Schmeichel | Leicester City F. C.    | 11.10%     |

## Mejor gol del año
| Ganador       |
| ------------- |
| Mohamed Salah |

| Pos. | Jugador                | Nacionalidad | Equipo            | Oponente        | Resultado | Competición                              | Porcentaje de Votos |
| ---- | ---------------------- | ------------ | ----------------- | --------------- | --------- | ---------------------------------------- | ------------------- |
| 1º   | Mohamed Salah          | Egipto       | Liverpool F. C.   | Everton F. C.   | 1–1       | Premier League                           | 38%                 |
| 2.º  | Cristiano Ronaldo      | Portugal     | Real Madrid C. F. | Juventus F. C.  | 3–0       | Cuartos de final de la Liga de Campeones | 22%                 |
| 3.º  | Giorgian De Arrascaeta | Uruguay      | Cruzeiro E. C.    | América Mineiro | 3–1       | Campeonato Brasileño de Serie A          | 17%                 |

## Premio Fair Play
| Ganador     |
| ----------- |
| Lennart Thy |

## Premio a la afición
| Ganador |
| ------- |
| Perú    |

Se condecoró a los aficionados de la selección peruana por su presencia, cánticos y actuaciones durante el Mundial de Rusia. La hinchada peruana fue reconocida por su color, pasión y constante apoyo a sus jugadores durante la primera fase, en la que fueron eliminados. En palabras del máximo organismo, la FIFA, justificada por: “Viajar por la mitad del mundo para presenciar la primera aparición de su país en una Copa del Mundo en 36 años es ya un logro, pero los 40.000 peruanos que viajaron a Rusia hicieron algo más que simplemente animar a su equipo. Si bien todos los partidos de Perú tuvieron un gran ambiente gracias a ellos, su entusiasmo y actitud abierta les hizo ganarse un hueco en los corazones de la gente en Rusia y de las aficiones rivales“.

## Jurado
El jurado de la edición del 2018, encargado de la elaboración de la lista de diez candidatos en cada una de las cuatro principales categorías (jugador y entrenador masculino, jugadora y entrenador femenino), estuvo compuesto por las siguientes personas en las siguientes categorías.
| Sami Al-Jaber Cha Bum-kun Didier Drogba Kaká Wynton Rufer Frank Lampard Lothar Matthaeus Fabio Capello Carlos Alberto Parreira Alessandro Nesta Emmanuel Amunike Ronaldo Andy Roxburgh | Belinda Wilson Sun Wen Jacky Shipanga Clémentine Touré Mia Hamm Andrea Rodebaugh Sissi Diego Guacci Patrick Jacquemet Maia Jackman Anna Signeul Nadine Kessler | Vítor Baía Peter Schmeichel Jorge Campos Gordon Banks Rinat Dasayev Mark Schwarzer René Higuita Diego Forlán Alessandro Altobelli | Alex Scott Miroslav Klose David Trezeguet Aline Pellegrino Iker Casillas Marco van Basten Pablo Aimar |